# راي درابر
راي درابر (بالإنجليزية: Ray Draper)‏ هو عازف جاز أمريكي، ولد في 3 أغسطس 1940 في نيويورك في الولايات المتحدة، وتوفي بنفس المكان في 1 نوفمبر 1982.

## وصلات خارجية
- راي درابر على موقع ميوزك برينز (الإنجليزية)
- راي درابر على موقع ديسكوغز (الإنجليزية)